# Stresemannstraße 31 (Quedlinburg)

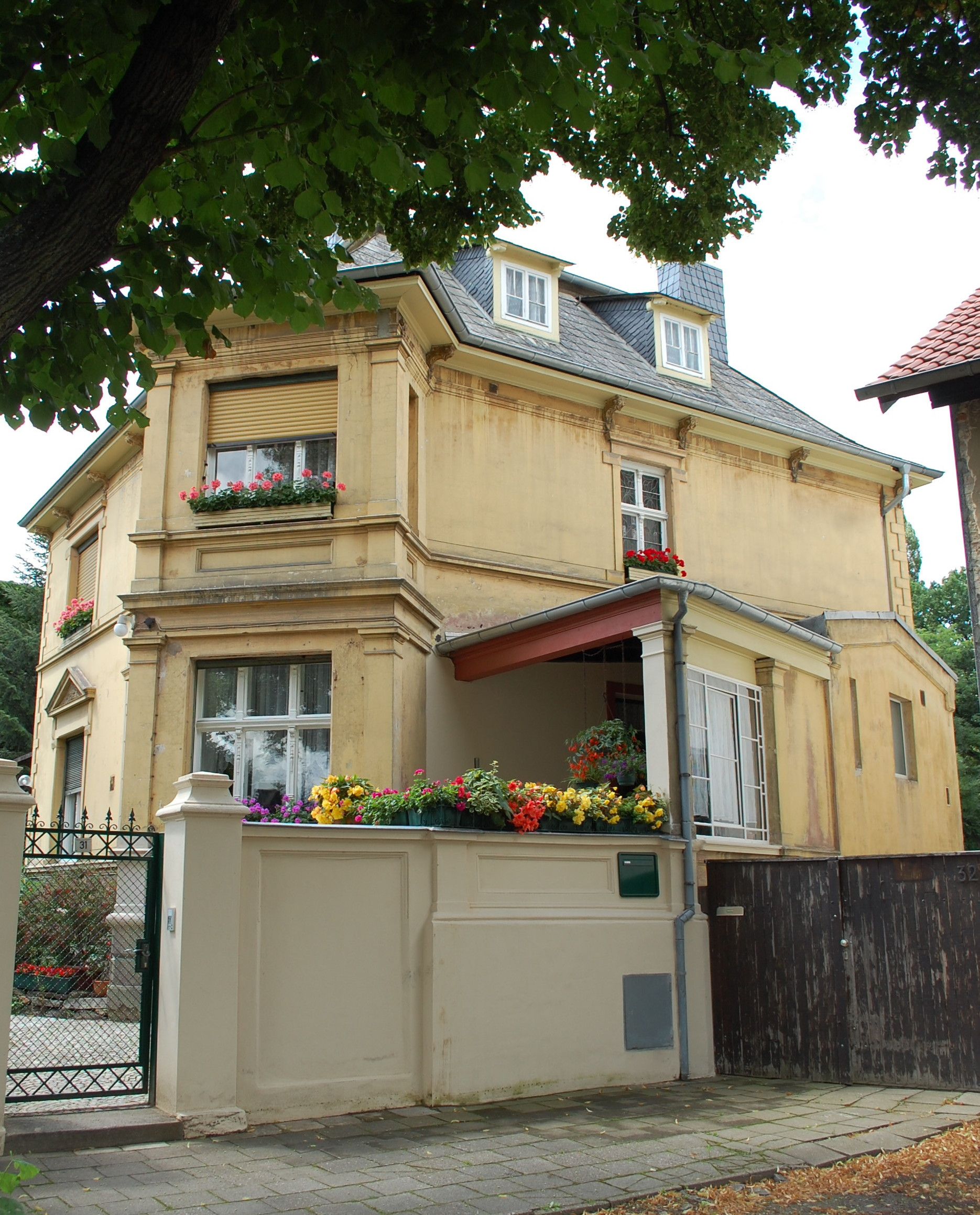
Haus Stresemannstraße 31

Das Haus Stresemannstraße 31 ist ein denkmalgeschütztes Gebäude in der Stadt Quedlinburg in Sachsen-Anhalt.

## Lage
Die Villa befindet sich südlich der historischen Altstadt Quedlinburgs, am rechten Ufer der Bode. Sie ist im Quedlinburger Denkmalverzeichnis eingetragen.

## Architektur und Geschichte
Die Villa entstand in der Zeit um 1880. In ihrer Gestaltung finden sich Elemente des Spätklassizismus und des Historismus. Bedeckt wird sie von einem Mansarddach. Ein Eckrisalit weist zur Straße hin. Ein weiterer Risalit umfasst die Treppe und befindet sich auf der Gartenseite. Dort ist auch eine hölzerne Veranda angefügt.
Bemerkenswert ist eine im Garten stehende Laube aus Wurzel- und Astholz.